# 존 설리번
존 설리번(John Sullivan, 1740년 2월 17일 - 1795년 1월 23일)은 미국 독립 전쟁 중에 활약한 대륙군 장군이며, 대륙회의의 대의원, 뉴햄프셔 주지사를 지냈다. 설리번은 1779년에 대륙군에 반기를 든 이로쿼이 족 인디언 마을을 소멸한 설리번 원정을 이끈 것으로 알려져 있다.

## 어린 시절
설리번은 뉴햄프셔 서머스워스에서 교장의 셋째 아들로 태어났다. 뉴햄프셔의 포츠머스에서 사무엘 리버모어에게 법률을 배웠고, 더럼에 가서 1764년에 실무를 시작했다. 설리번은 마을에 있는 유일한 변호사였기 때문에 많은 저당 부동산 관련 소송을 다룰 수 있었고, 초기에는 많은 이웃을 괴롭혔다. 그러나 1772년경 지역에서 기반이 완성되면서, 지역 사회의 발전을 위해 일하기 시작했다. 1773년에는 알렉산더 스캐멀이 설리번의 법률 사무소에 가입했다.
설리번은 더럼을 대표하여 뉴햄프셔 식민지 의회로 진출하였고, 당시 주지사였던 존 웬트워스와 친분을 다졌다. 미국 독립 전쟁이 가까워오자, 그는 급진파가 되어갔다. 1774년, 최초의 식민지 의회가 열렸고, 설리번은 대륙회의 대의원이 되었다.
1775년, 설리번 제2차 대륙회의에 참석했지만, 6월에 준장으로 임명되자 보스턴 포위전을 진행 중인 대륙군에 참가하게 되었다.

## 미국 독립 전쟁
1776년 봄, 영국군이 보스턴에서 철수하면서 조지 워싱턴 장군은 급사한 존 토머스 장군의 후임으로 설리번을 캐나다 방면 군의 지휘관으로 보냈다. 설리번은 병들고, 비실비실한 병사들의 지휘권을 맡았고, 영국군에 대한 반격하기 위해 이 병력들 중 일부를 트루아-리비에 전투에 파견했으나, 실패로 돌아갔다. 그리고 생존자들을 이끌고 크라운 포인트까지 철수했다. 이것이 대륙회의와의 여러 차례에 걸친 갈등으로 이어졌다. 그들은 실패한 캐나다 침공 작전의 희생양을 찾고 있었던 것이다. 설리번은 면책을 받고, 8월 9일에는 소장으로 승진했다.

### 롱아일랜드
설리번은 워싱턴의 군대에 다시 참전하여, 뉴욕을 봉쇄하려고 하는 영국군 윌리엄 하우 장군을 방어하기 위해 롱아일랜드 방위군의 지휘를 맡았다. 그러나 8월 23일에 워싱턴이 그 부대의 지휘권을 설리번과 이즈라엘 퍼트넘 장군에게 분할하게 했다. 그 결과 명령 계통의 혼란을 가져왔고, 4일 후 롱아일랜드 전투에서 패전하였다. 설리번 개인의 용맹함은 의심 할 여지가 없었으며, 독일용병 부대를 맞아 양손에 권총을 들고 싸웠다. 그러나 이 영웅적인 전투 후 포로로 잡혔다.
윌리엄 하우 장군과 형제인 리처드 하우 제독은 대륙회의와의 회담이 평화로 이어질 것이라고 설리번을 간신히 설득하여, 그를 가석방하여 필라델피아의 대륙회의에 특사로 보냈다. 그 편지에는 영국과 반란을 일으킨 식민지 사이에 무력충돌을 끝내자는 제안을 담고 있었다. 의회 연설 이후에, 존 애덤스는 이러한 외교적 시도를 비꼬며, 설리번을 ‘미끼 오리’라고 비난했으며, 설리반을 보낸 영국에게 ‘우리 독립의 재통합으로 우리를 낚으려 한다’고 비난을 퍼부었다. 다른 대의원들도 전쟁 연장에 대한 의회를 비난하려는 시도로 보인다고 주목했다. 대륙회의는 회담에는 찬성했지만, 스테이튼 아일랜드에서 열린 휴전 회담은 9월에 결렬되어 아무런 소득없이 끝냈다.

### 뉴저지와 페실베이니아
설리반 장군은 포로 교환으로 석방되었고, 바로 트렌턴 전투 직전에 워싱턴에게 복귀를 했다. 그 전투에서 설리번의 부대는 트렌턴의 북쪽에 있는 어선핑크 크릭에 가설된 중요한 교량을 확보했다. 이 작전은 독일용병 부대의 퇴로를 막고, 많은 포로를 잡도록 해주었다. 이때 설리번이 선택한 경로는 현재 설리번 웨이라는 주요 도로가 되어있다. 1777년 1월 설리번은 프린스턴 전투에도 활약했다.
8월 스태튼 섬을 다시 장악하려한 작전에서 실패하여 또 대륙회의가 설리번의 꼬투리를 잡았지만, 심문을 받고 무죄가 되었다. 이후 대륙군은 브랜디와인 전투, 저먼타운 전투에서 연달아 패했다. 1777년 9월에 있었던 브랜디와인 전투에서 그와 그의 부대는 브린턴 밀에서 인접한 브린턴 포드에서 야영을 했다. 대륙회의는 잇달은 영국군의 필라델피아 장악에 좌절 했지만, 워싱턴이 군대를 장악한 유일한 인물이었기 때문에, 설리반을 희생양으로 만들었다.

### 로드아일랜드

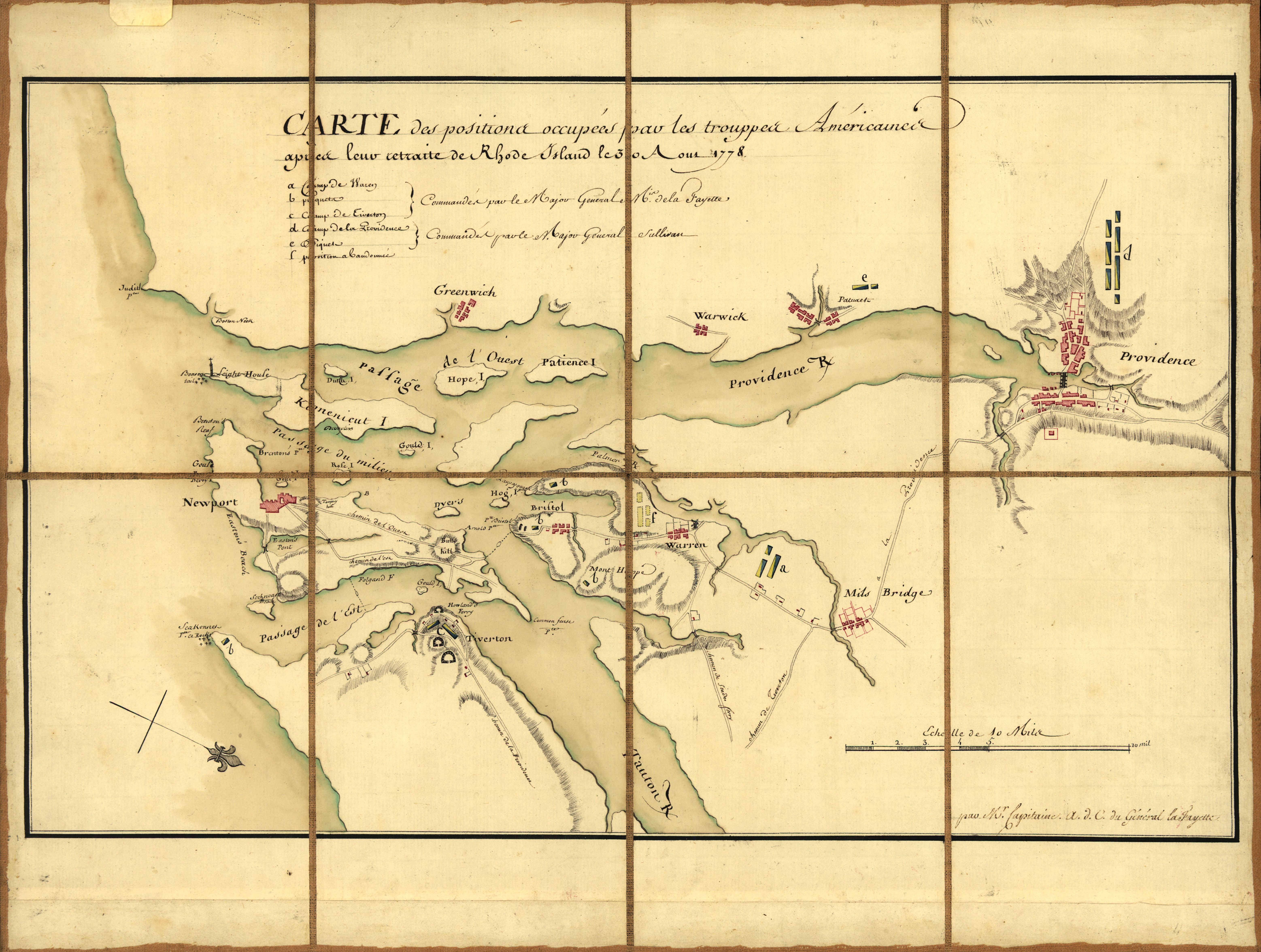
뉴포트 만 근처의 라파예트 장군과 설리반의 위치를 보여주는 1778년 프랑스군 지도

1778년 초, 설리번은 로드아일랜드로 전출되어 그곳의 부대와 민병대를 지휘하게 되었다. 그것은 프랑스의 참전이후 난공불락으로 여겨지는 뉴포트를 장악한 영국군을 프랑스 해군과 연계하여 공격하거나 포위하려는 의도였다. 그러나 데스탱 장군이 이끄는 함대가 폭우로 손실되어 그 계획은 취소되었다. 손실된 배와 하우 제독이 이끄는 영국 함대의 도착으로 데스탱은 보스톤으로 철수하였다. 그때 뉴포트의 영국군 요새에 있던 영국군이 출동하였고, 설리번도 8월에 일어난 영양가 없었던 로드아일랜드 전투에서 교전을 벌인 후 퇴각했다.
난공불락으로 보였던 요새 공략에 실패하고, 작전이 붕괴된 방식으로 인해 프랑스와 미합중국 간의 관계가 불편해지게 되었다. 설리반은 데스탱 장군에게 편지를 써서 그가 목격했던 것을 ‘프랑스의 명예를 손상시키는’이라는 표현을 써가며 배반적이고, 비겁한 짓이라고 항의했다. 이 작전 실패로 두 연합국 간의 국제 분쟁에 불이 붙었으며, 1년 뒤 사바나 포위전에서 영국 요새에 대한 또 다른 실패를 불러왔다. 설리번은 이 실패로 그의 이력에 큰 타격을 입지는 않았으며, 그는 조심스런 캐나다 침공을 위한 지휘관으로 오르내리고 있었다.

### 이로쿼이 원정

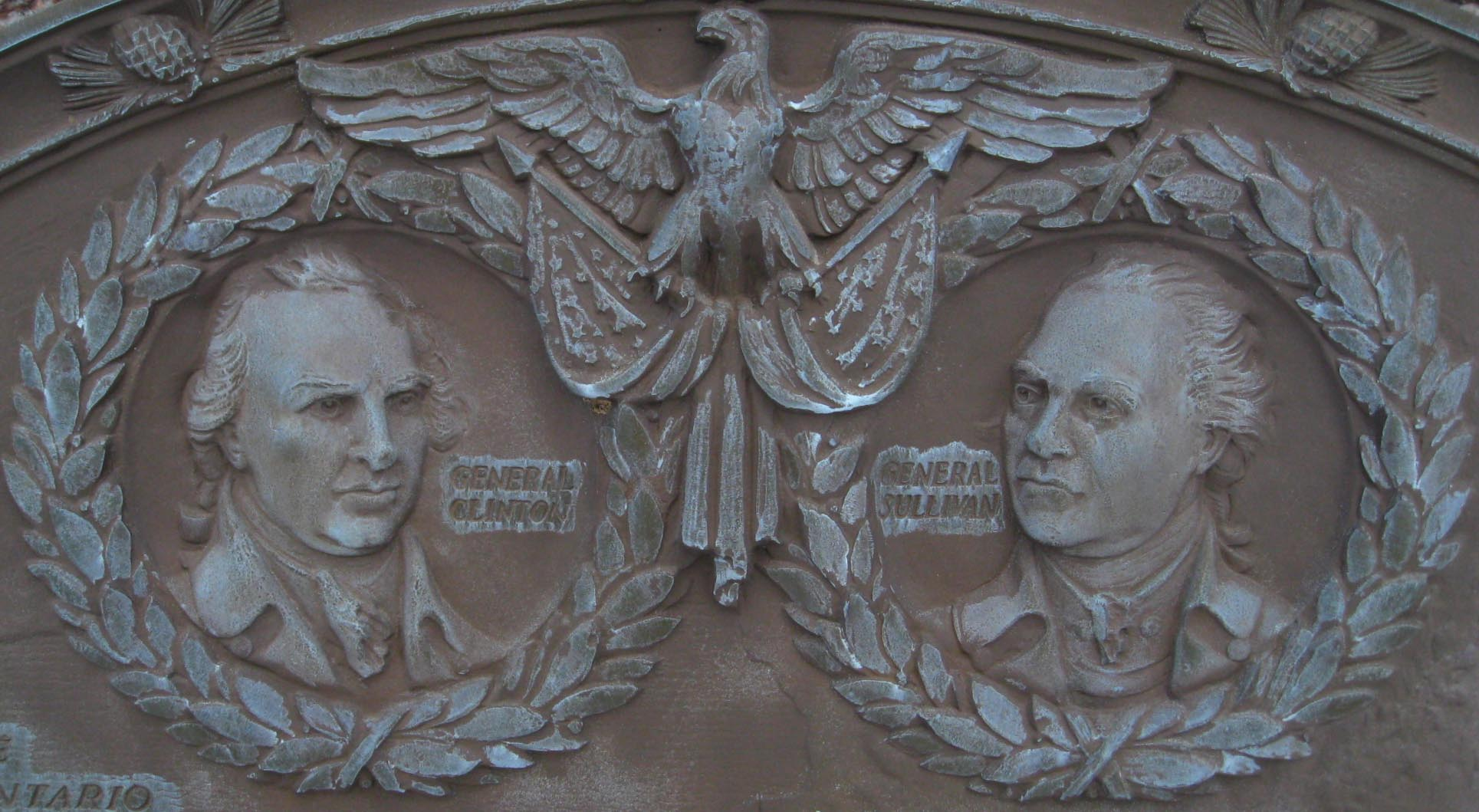
제임스 클린턴과 존 설리번

1779년 여름에 설리번은 뉴욕 서부의 이로쿼이 족 인디언에 대한 대규모 작전인 설리번 원정대를 이끌었다. 이 작전동안, 오늘 날 이타카 남서쪽에 있는 코레오고넬이라는 꽤 큰 카유가 족 마을을 파괴하고 학살을 지휘했다. 설리번 부대의 병사들은 매우 가혹한 행동을 하도록 요구 받았기 때문에 말을 사용할 수 없도록 죽였다. 이것이 현재의 호스 헤드라는 지명이 되었다. 대륙회의의 반응은 설리번이 생각한 것 이상으로 미지근했다. 설리번은 지친데다, 또 다시 대륙회의의 부정적인 반응을 보고, 1779년에 퇴역하고, 뉴햄프셔로 돌아왔다.

## 전후
고향에 돌아온 설리번은 영웅이 되었다. 뉴햄프셔에서는 1780년에 다시 설리번을 대륙회의 대의원에 복귀시켰다. 1781년, 설리번은 대륙회의를 위해 프랑스의 목사로부터 돈을 빌렸으나, 이것으로 인해 대륙회의가 설리번을 스파이 혐의로 기소했다. 설리번은 8월에 대의원 직을 사임했다. 다시 고향으로 돌아와 설리번은 1782년에 주 검찰 총장에 임명되어 1786년까지 지냈다. 이후 주의회 의원으로도 선발되어 의장이 되었다. 설리번은 미국 헌법 비준에서 뉴햄프셔를 이끌었으며, 1788년 6월 21일에 비준을 시켰다. 설리번은 1786년에 뉴햄프셔 주지사로 선발되었고, 이어 1787년, 1789년에도 주지사를 역임했다.
새로운 연방 정부가 구성되면서 워싱턴은 1789년에 뉴햄프셔 지방 법원의 연방 판사로 설리번을 지명했다. 1792년 이후, 설리번은 건강을 해치고 (지나친 음주 탓도 있었다) 집무에 종사할 수 없을 때도 많았는데, 죽을 때까지 그 직에 있었다. 마지막 몇 년간은 병마와 싸웠으며, 1795년 1월 23일 더럼에 있는 자택에서 향년 54세로 사망했다. 시신은 자택의 묘지에 묻혔다.

## 지명
- 뉴욕주 설리번 카운티
- 뉴욕 시 설리번 거리
- 펜실베이니아주 설리번 카운티
- 뉴햄프셔주 설리번 카운티
- 테네시주 설리번 카운티
- 미주리주 설리번 카운티

## 역대 선거 결과
| 선거명      | 직책명                     | 대수 | 정당   | 1차 득표율 | 1차 득표수 | 2차 득표율 | 2차 득표수 | 결과 | 당락                 |
| ----------- | -------------------------- | ---- | ------ | ---------- | ---------- | ---------- | ---------- | ---- | -------------------- |
| 1785년 선거 | 뉴햄프셔의 주지사          | 2대  | 연방당 | 10.98%     | 777표      |            |            | 3위  | 낙선                 |
| 1786년 선거 | 뉴햄프셔의 주지사          | 3대  | 연방당 | 50.30%     | 4,309표    |            |            | 1위  | 뉴햄프셔 주지사 당선 |
| 1787년 선거 | 뉴햄프셔의 주지사          | 3대  | 연방당 | 39.65%     | 3,642표    |            |            | 1위  | 뉴햄프셔 주지사 당선 |
| 1788년 선거 | 뉴햄프셔의 주지사          | 2대  | 연방당 | 41.46%     | 3,664표    |            |            | 2위  | 낙선                 |
| 1789년 선거 | 하원의원 (뉴햄프셔 선거구) | 1대  | 연방당 | 7.31%      | 1,088표    | 1.86%      | 154표      | 5위  | 낙선                 |
| 1789년 선거 | 뉴햄프셔의 주지사          | 3대  | 연방당 | 42.85%     | 3,657표    |            |            | 1위  | 뉴햄프셔 주지사 당선 |